# Вільховиця
Вільхови́ця — село в Україні, у Закарпатській області, Мукачівському районі. Входить до складу Чинадіївської селищної громади.
В південно-західній частині села, біля дороги Вільховиця — Ряпідь, в 1832 році знайдено скарб з п'яти бронзових мечів.

## Історія
Вперше згадувалося у 16 ст., як село Вусник (назва місцевого струмка). У 1699 році згадується під назвою Егереске. В селі починалася 16.5 кілометрова вузькоколійка Вільховиця-Синяк.
У селі збереглася пам'ятка дерев'яної архітектури — церква св. великомученика Дмитра, XVII ст.
У ній зберігаються дві рідкісні ікони українського художника XVII століття Іллі Бродлаковича.(зараз знаходяться у новому храмі)
Дерев'яну церкву, збудовану в сусідньому селі Бистриці, перенесено в Вільховицю в 1910 р. і тоді ж перебудовано: змінено форму завершення башти, плоскі перекриття над навою та вівтарем замінено коробовими, зрізано кронштейни піддашшя на західному фасаді бабинця, розширено отвори вікон. Церкву споруджено з дубових колод, вкрито двосхилим дахом — гранчастим над п'ятигранним вівтарем.
Особливої уваги заслуговує одвірок, збудований з широких тесаних плит у стилі найдавніших церков. Верхню частину одвірка вирізано фігурною аркою. Весь одвірок вишукано декоровано стародавніми символами сонця — «шестилисниками» та «соняшниками» . По внутрішньому краю насічено скупий орнамент.
У інтер'єрі цікавим є фігурний прохід з бабинця до нави. Старий іконостас з образами місцевих іконописців XVII ст., зокрема Іллі з Мукачева, було розібрано в 1990 р., більшість ікон замінено, а намісні образи перемальовано.
У ній були дві рідкісні ікони українського художника XVII століття Іллі Бродлаковича. В церкві зберігається ікона «Поклоніння пастухів», написана в 1672 р. Іллею Бродлаковичем-Вишенським. На іконі є напис: «Вмукачові рок АХОВ Илія Виш маляр мукач» та ікона з написом: «Сію ікону купил ра Бож Сімко Чол и жена его Калина / в Мукачові рок АХЗЗ мі іень дня И / Илиа / Малар»

## Населення
Згідно з переписом УРСР 1989 року чисельність наявного населення села становила 738 осіб, з яких 353 чоловіки та 385 жінок.
За переписом населення України 2001 року в селі мешкали 743 особи.

### Мова
Розподіл населення за рідною мовою за даними перепису 2001 року:
| Мова       | Відсоток |
| ---------- | -------- |
| українська | 99,20 %  |
| російська  | 0,40 %   |
| угорська   | 0,27 %   |

## Відомі люди
- Дупко Ельвіра Павлівна — депутат Верховної Ради УРСР 7-9-го скликань.

## Туристичні місця
- В селі починалася 16.5 кілометрова вузькоколійка Вільховиця-Синяк.
- в 1832 році знайдено скарб з п'яти бронзових мечів.
- храм св. великомученика Дмитра, XVII ст. У ній зберігаються дві рідкісні ікони українського художника XVII століття Іллі Бродлаковича.(зараз знаходяться у новому храмі)

## Галерея

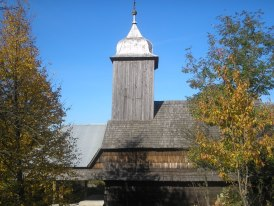
Церква Святого Великомученика Дмитра